# Shombo
Shombo é uma das sete comunas existentes na província de Karuzi, no Burundi.